# Oliver Davis
Oliver Davis (Los Angeles, 24 mei 1993) is een voormalig Amerikaans jeugdacteur.

## Biografie
Davis werd geboren en woont in Los Angeles, en doorliep de highschool aan de Santa Barbara High School in Santa Barbara. 
Davis begon in 2003 met acteren als Alex Taggart in de televisieserie ER waar hij in 21 afleveringen speelde (2003-2005). Hij is ook bekend van zijn rol als Jack Hamilton in de televisieserie Rodney waar hij in 44 afleveringen speelde (2004-2008). 

## Filmografie

### Films
Uitgezonderd korte films.
- 2006 Flags of Our Fathers – als jonge James Bradley
- 2006 Lucky Number Slevin – als Henry
- 2004 The Almost Guys – als Buddy Murphy

### Televisieseries
Uitgezonderd eenmalige gastrollen.
- 2004-2008 Rodney – als Jack Hamilton – 44 afl.
- 2003-2005 ER – als Alex Taggart – 21 afl.